# Yushin de Outubro
O Yushin de Outubro ou Restauração de Outubro foi um autogolpe dado pelo presidente da Coreia do Sul Park Chung-hee em outubro de 1972 para assumir poderes ditatoriais.
Park havia chegado ao poder como chefe do Conselho Supremo para a Reconstrução Nacional após o Golpe de Estado de 16 de Maio de 1961; e, após ter vencido as eleições democráticas de 1963, assumiu o cargo como um presidente civil.  Assim que foi empossado, declarou um estado de emergência, dissolveu a Assembleia Nacional e suspendeu a Constituição.